# Sebastiano Milluzzo
Sebastiano Milluzzo (Catania, 12 luglio 1915 – Catania, 30 maggio 2011) è stato un pittore e scultore italiano.

## Biografia
Giovanissimo, a soli tredici anni frequentò a Catania la Scuola d'arti e mestieri. Si trasferì quindi a Roma dove frequentò la scuola di nudo e nel '39 si diplomò al Liceo artistico.
L'intensissima attività artistica lo fece conoscere al pubblico già negli anni '30; nel '40 alla pittura affianca l'insegnamento, sino al 1982. Fu anche grafico e scenografo, realizzando allestimenti sia per il teatro di prosa che per quello dell'opera. 
Nel pieno della sua attività prese parte a diverse rassegne d'arte contemporanea: partecipò alla Mostra Nazionale di Belle Arti di Milano nel 1941 ed alla Biennale di Venezia nel 1948. Inoltre ricevette l'invito a partecipare a due edizioni consecutive della Quadriennale Nazionale d'Arte di Roma, nel 1948 e nel 1951 (rispettivamente la V e la VI edizione).
Notevole fu l'influenza che Picasso ebbe sulle sue opere, anche se, come scriveva Ermanno Scuderi: "Un pezzo di Milluzzo si distingue immediatamente tra mille [...]".
Nel 1956 aprì a Catania la Galleria Sicilia Arte, nella quale, oltre ai suoi lavori, espose le opere di giovani artisti emergenti. Due anni dopo fondò la rivista Sicilia Arte che venne pubblicata fino al 1964, quando cessò le pubblicazioni anche per mancanza di fondi.
È stato membro della Consulta diocesana per i beni culturali ed arte sacra e responsabile dell’Unione cattolica artisti italiani presso il Centro culturale “Beato Angelico” del Convento San Domenico di Catania dove ha iniziato il rapporto di stima/amicizia con l’artista domenicano Leonardo Gristina; insieme hanno realizzato diverse opere: due altari basilicali, uno posto nel transetto della chiesa San Domenico di Palermo (datato 1987) e l’altro nella chiesa Santa Rosa da Lima, presso la Casa Gentilizia delle suore domenicane di Catania (datato 1994) dove ha anche realizzato, su “ideazioni e suggerimenti tematici” del padre domenicano, il portale di bronzo; un tabernacolo che si trova nella cappella di San Martino (datato 1986) donato dai Padri Domenicani della Provincia di S.Tommaso d'Aquino alla Basilica di S.Nicola, in occasione del IX centenario della traslazione di S.Nicola (1087-1987) e il candelabro per il Cero pasquale che troviamo nella chiesa San Domenico a Catania (datato 1988).